# Криміналізація гомосексуальности

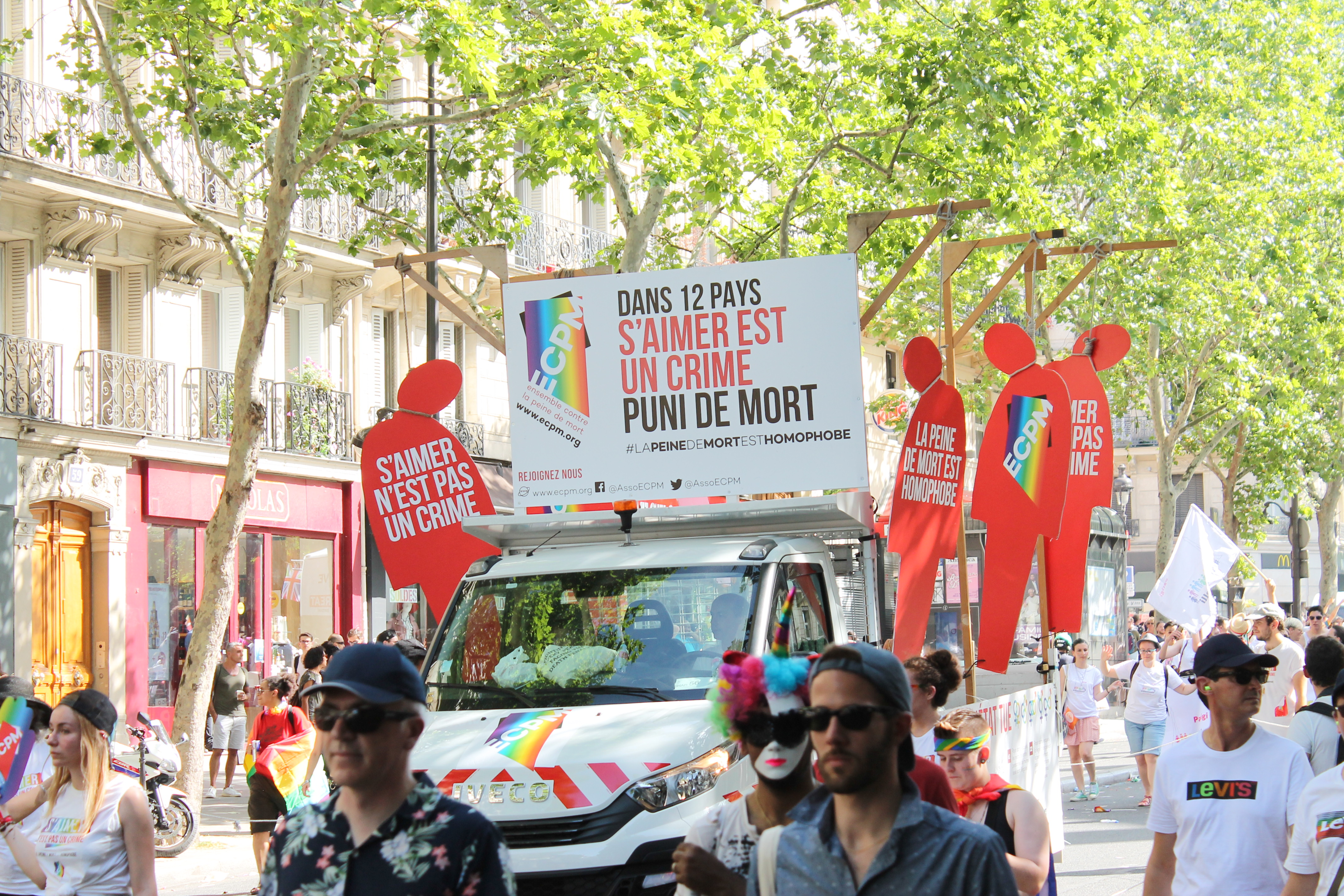
Плакати «Кохання — це не злочин» на Паризькому прайді 2019 року

Деякі або всі сексуальні акти між чоловіками, а рідше — між жінками, у різних регіонах класифікуються як кримінальне правопорушення. У більшості випадків такі закони не застосовуються до добровільних одностатевих стосунків, однак вони все одно сприяють переслідуванням з боку поліції, стигматизації та насильству щодо гомо- та бісексуальних осіб. Іншими наслідками є поглиблення епідемії ВІЛ через криміналізацію чоловіків, які мають секс із чоловіками, що відлякує їх від звернення по профілактичну допомогу або лікування ВІЛ-інфекції.
Криміналізацію гомосексуальности часто виправдовують науково спростованою ідеєю про те, що гомосексуальність можна «набути», або суспільним відразливим ставленням до гомосексуальности, яке нерідко ґрунтується на засудженні гомосексуальности в авраамічних релігіях (юдаїзм, християнство та іслам). Аргументи проти криміналізації гомосексуальности почали висловлювати ще за часів Просвітництва. Початкові заперечення включали практичну складність у застосуванні таких законів, надмірне втручання держави в приватне життя та переконання, що криміналізація не є ефективним засобом зменшення проявів гомосексуальности. Пізніше до аргументів додалися твердження, що гомосексуальність слід вважати хворобою, а не злочином, що криміналізація порушує права людини гомосексуалів, і що гомосексуальність не є морально неправильним явищем.
У багатьох країнах криміналізація гомосексуальности базується на правових кодексах, успадкованих від Британської імперії. Французька колоніальна імперія, навпаки, не призводила до криміналізації гомосексуальности, оскільки її скасували у Франції під час Французької революції для усунення релігійного впливу на кримінальне право. В інших країнах криміналізація ґрунтується на нормах шаріату. У західному світі масштабна хвиля декриміналізації розпочалася після Другої світової війни, згодом поширилася по всьому світу та досягла свого піка у 1990-х роках. Останніми роками в багатьох африканських країнах спостерігається посилення виконання антигомосексуальних законів через політизацію питання та хибну думку, що гомосексуальність є «західним імпортом». Станом на 2024 рік гомосексуальність є криміналізованою де-юре в 61 державі-члені ООН і де-факто ще у двох; принаймні сім із них передбачають смертну кару за гомосексуальні стосунки.

## Історія

### Стародавній світ і ранньомодерна доба
Ассирійські закони містять положення про покарання за гомосексуальні зв'язки, однак досі тривають суперечки, чи йдеться в них про добровільні стосунки, чи лише про насильницькі. Першим відомим римським законом, що згадує одностатеві зв'язки, була Lex Scantinia. Хоча оригінальний текст цього закону не зберігся, імовірно, він забороняв вільним римським громадянам пасивну роль у гомосексуальних актах. Християнізація Римської імперії спричинила зростання суспільного осуду гомосексуальности. У VI столітті візантійський імператор Юстиніан I запровадив нові закони проти одностатевих стосунків, назвавши такі дії «природовідступними». Сирійсько-римська книга законів, яка мала значний вплив на правову традицію Близького Сходу, особливо в Лівані, передбачала смертну кару за гомосексуальність. Деякі кримінальні кодекси Османської імперії передбачали штрафи за содомію (ліват), хоча інші її не згадували взагалі. У Центральній Мексиці XV століття гомосексуальні акти між чоловіками могли каратися випотрошенням і задушенням у гарячому попелі.

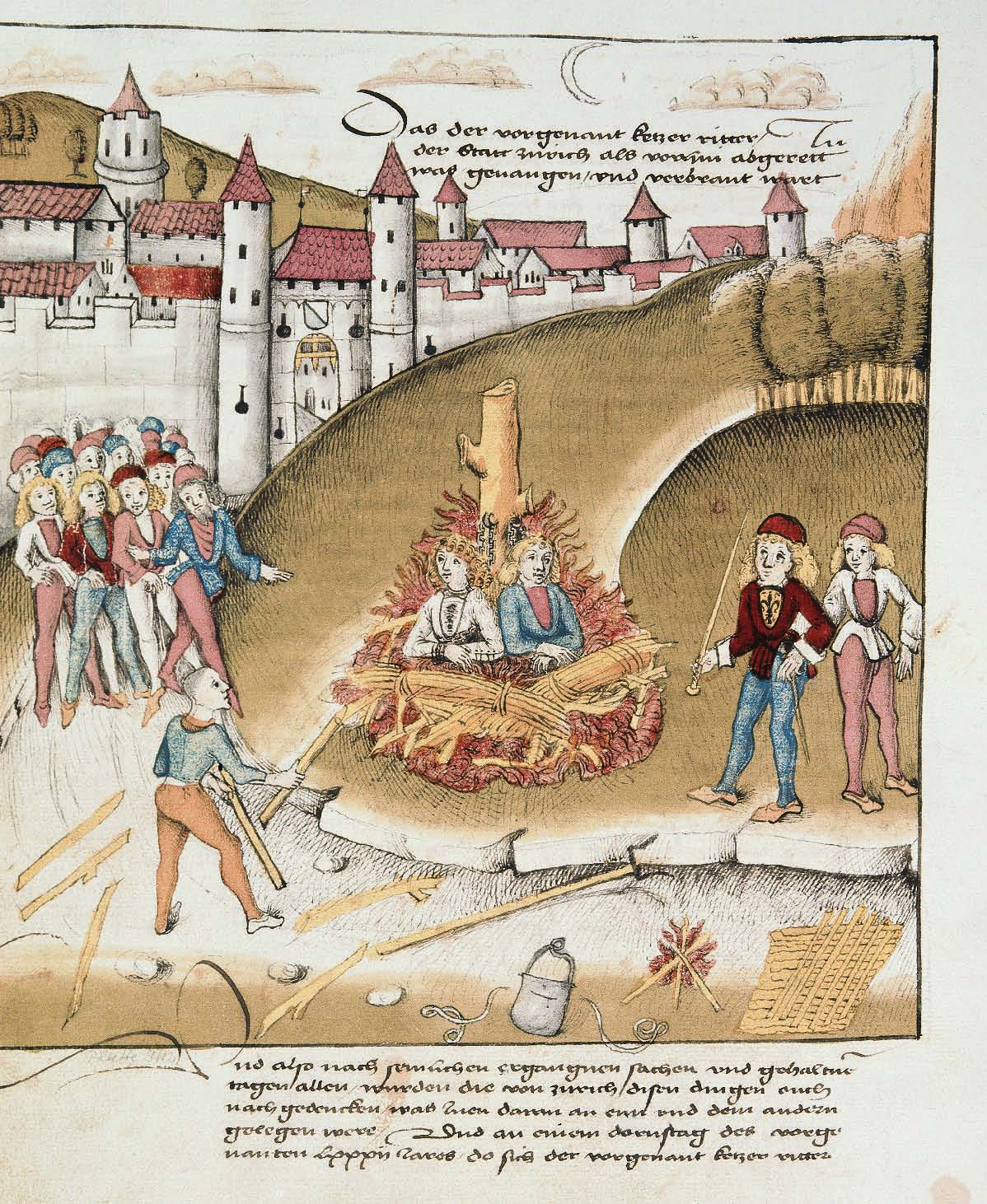
Спалення лицаря Ріхарда Пуллера фон Гогенбурга разом зі своїм слугою перед стінами Цюриха за содомію, 1482 рік

У пізньому Середньовіччі багато європейських юрисдикцій почали вносити заборони на содомію до світського законодавства. Водночас посилювалось і виконання таких законів: у деяких містах Європи почали з'являтися «відділи моралі». У ряді випадків содомія каралася слідством і доносами, в інших — штрафами, а іноді й спаленням учасників або місця, де відбувався акт. Смертна кара за содомію була поширеною в ранньомодерній Європі. Незрозуміло, наскільки суворо виконувалися закони про содомію; одна з теорій стверджує, що їх виконання було пов'язане з моральною панікою, у якій гомосексуалів робили цапами-відбувайлами. Англійський монарх Генріх VIII увів заборону гомосексуальности до світського законодавства через Закон про содомію 1533 року (англ. Buggery Act 1533), намагаючись здобути моральну перевагу в релігійній боротьбі Англійської Реформації. Цей закон, заснований на релігійній забороні з книги Левит, передбачав смертну кару за содомію (анальний секс).

### Вплив колоніалізму та імперіалізму

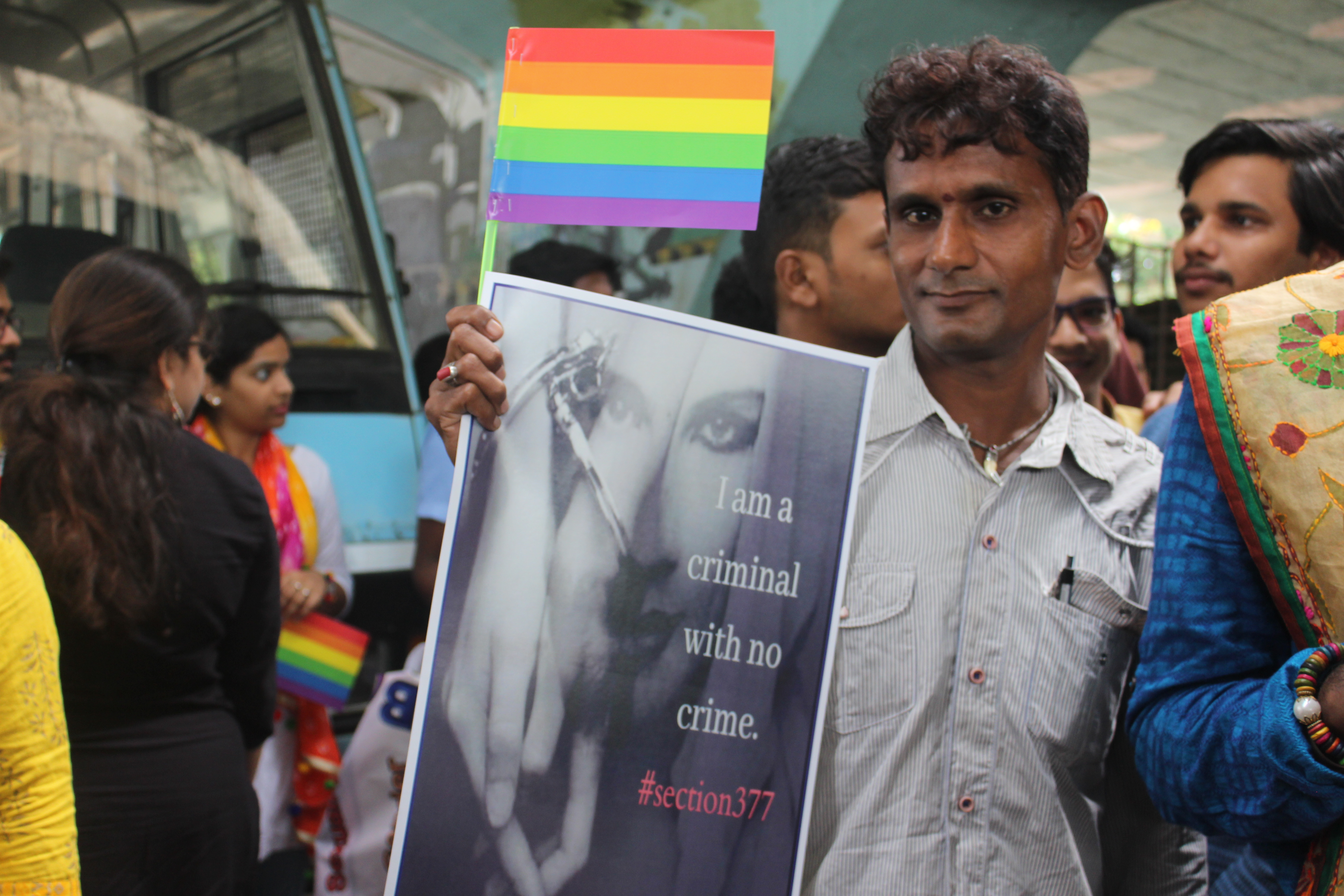
Учасник несе плакат проти розділу 377 під час прайду в Бхубанешварі, Індія.

Багато сучасних юрисдикцій криміналізують гомосексуальність на підставі колоніальних кримінальних кодексів, прийнятих за часів британського панування. Кримінальний кодекс Індії та його стаття 377, яка криміналізувала гомосексуальність, були поширені на низку британських колоній в Азії, Африці та Океанії. Кодекс Райта був розроблений для Ямайки та згодом прийнятий у Гондурасі, Тобаго, Сент-Люсії та на Золотому Березі. Кодекс Стівена був запроваджений у Канаді (а в модифікованій формі — у Новій Зеландії), поширюючи криміналізацію гомосексуальности на будь-яку одностатеву активність. Кодекс Ґріффіта був прийнятий в Австралії та кількох інших державах Співдружности, зокрема в Науру, Нігерії, Кенії, Танзанії, Папуа-Новій Гвінеї, Занзібарі, Уганді, а також в Ізраїлі. Після запровадження закони проти гомосексуальности часто зберігалися в постколоніальному кримінальному законодавстві з інерції. Деякі держави приймали натхненні Британією закони про криміналізацію гомосексуальности під неформальним впливом, тоді як інші колишні британські колонії вдавалися до криміналізації під впливом норм шаріату. І Китай, і Японія, які історично не переслідували гомосексуальність, запровадили її криміналізацію на основі західних зразків у XIX столітті.
Під час Французької революції 1791 року Національні установчі збори скасували закон про кримінальне переслідування гомосексуальности в межах прийняття нового кримінального кодексу, вільного від впливу християнства. Хоча гомосексуальність ніколи не обговорювалась у парламентських дебатах, у Франції вона з того часу є легальною. Раніше за ці дії могли карати спаленням, хоча такі покарання застосовувались рідко. Декриміналізація содомії була закріплена в Кримінальному кодексі 1810 року. Завдяки завоюванням Наполеона, а також запровадженню цивільного та кримінального законодавства, побудованого на французькій моделі, було скасовано кримінальну відповідальність за гомосексуальність у багатьох юрисдикціях, або ж смертну кару замінено на позбавлення волі. Через військову окупацію або наслідування французького кримінального кодексу декриміналізацію було проведено у Скандинавських країнах, Іспанії, Нідерландах, Португалії, Бельгії, Японії, а також у їхніх колоніях і територіях — включаючи значну частину Латинської Америки. Колишні французькі колонії рідше, ніж британські, криміналізують гомосексуальність. Вважається, що Османська імперія декриміналізувала гомосексуальність у 1858 році, коли ухвалила кримінальний кодекс за французьким зразком, однак дослідниця Еліф Джейлан Озсой вважає, що декриміналізація відбулася ще раніше. Водночас задокументовані випадки страти за содомію, зокрема двох юнаків у Дамаску у 1807 році.
Об'єднання Німеччини скасувало деякі досягнення Наполеонівської епохи, адже новостворена держава запровадила Прусський кримінальний кодекс у 1871 році, знову криміналізувавши гомосексуальність на деяких територіях. Водночас до 1933 року заборона на гомосексуальні стосунки в Німеччині застосовувалася не часто. У період правління нацистів (1933—1945) приблизно 57 000 чоловіків були засуджені за порушення параграфа 175. Ніколи до того і після не було стільки засуджених гомосексуалів за такий короткий час. Тисячі з них були ув'язнені або вбиті в концтаборах. У Західній Німеччині приблизно така ж кількість чоловіків була засуджена за цим законом до 1969 року, коли гомосексуальність частково декриміналізували.
У Російській імперії гомосексуальність була криміналізована в 1835 році, але декриміналізована у 1917 році внаслідок Російської революції. Проте в 1934 році кримінальну відповідальність за гомосексуальність було відновлено — цього разу з жорсткішими санкціями, з невідомих причин.

### Тенденція до декриміналізації після Другої світової війни

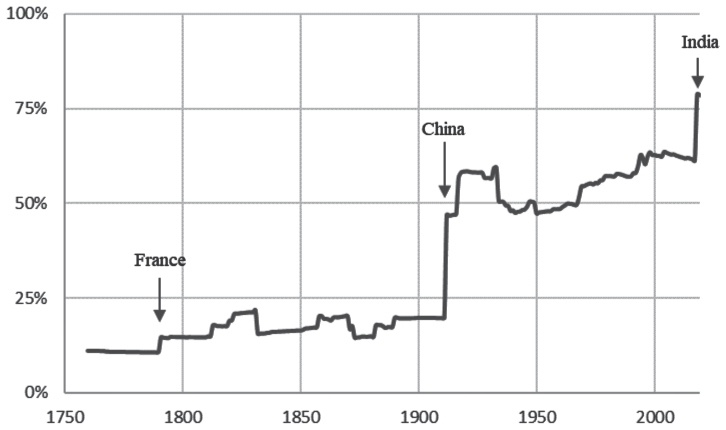
Частка населення світу, яке проживає в країні, де гомосексуальні акти не криміналізовані, 1760—2020 рр.

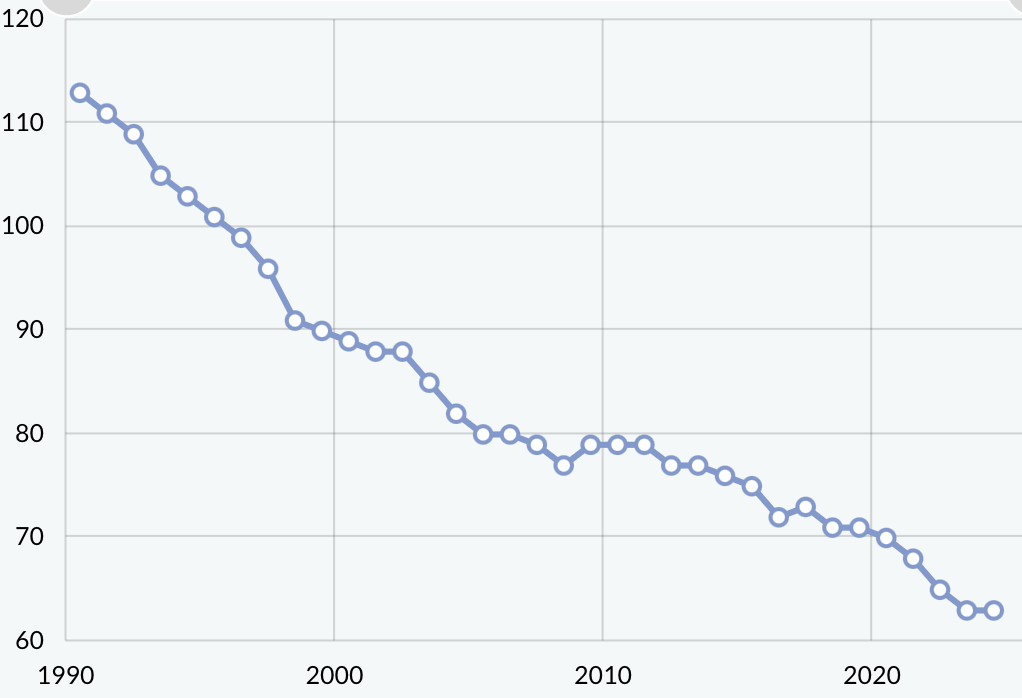
Кількість юрисдикцій, що криміналізують гомосексуальність, 1990—2024 рр.

У десятиліття після завершення Другої світової війни закони проти гомосексуальности стали жорсткіше застосовуватись у Західній Європі та США. У 1950–60-х роках виникла тенденція легалізовувати гомосексуальність, але з підвищеним віком згоди порівняно з гетеросексуальними стосунками; такий підхід рекомендували міжнародні організації, аби запобігти «формуванню» гомосексуальности у молодих чоловіків. Це проявлялося як у частковій декриміналізації — наприклад, у Великій Британії (1967), Канаді (1969), Західній Німеччині (1969), так і у частковій криміналізації, як у Бельгії, де перший закон проти одностатевих стосунків було ухвалено у 1965 році.
Кінець XX століття відзначився хвилею декриміналізації: 90 % змін у цих законах між 1945 і 2005 роками мали характер лібералізації або повного скасування. У 80 % випадків скасування законів у 1972—2002 роках було здійснено через парламентські рішення, решта — через визнання судами таких норм неконституційними. Декриміналізація почалася в Європі й обох Америках і з 1980-х років стала глобальним явищем. Найбільших темпів вона досягла в 1990-х роках. Після розпаду СРСР багато пострадянських республік скасували кримінальну відповідальність за гомосексуальність, хоча деякі країни Центральної Азії зберегли її. Китай декриміналізував гомосексуальність у 1997 році. Після тривалої судової боротьби Верховний суд Індії у справі Navtej Singh Johar v. Union of India у 2018 році визнав, що криміналізація гомосексуальности суперечить Конституції Індії.
Одним з пояснень цих правових змін є зростання уваги до прав людини та автономії особистости, а також вплив сексуальної революції 1960-х років. Така тенденція до підвищення уваги до індивідуальних прав щодо сексуальности спостерігається в усьому світі, хоча в деяких регіонах, зокрема на Близькому Сході, вона розвивається повільніше. Дослідження виявили, що модернізація, вимірювана Індексом людського розвитку чи ВВП на душу населення, а також глобалізація (за Індексом глобалізації KOF), негативно корелюють з криміналізацією гомосексуальности.

### Опір декриміналізації
Африка — єдиний континент, на якому декриміналізація гомосексуальности не набула значного поширення з середини XX століття. У країнах Африки одним із ключових аргументів на користь криміналізації гомосексуальности є захист публічного порядку, моралі, культури, релігії та дітей від так званої імперіалістичної гей-агенди з боку глобальної Півночі. Подібні твердження ігнорують той факт, що багато корінних африканських культур історично толерували гомосексуальність, а сама криміналізація зазвичай є спадщиною британського колоніалізму. У країнах Близького Сходу гомосексуальність також часто розглядається як засіб західного домінування з тих самих причин.
Міжнародний тиск із вимогами декриміналізувати гомосексуальність мав суперечливі наслідки в Африці. Хоча в окремих країнах це призвело до лібералізації, у багатьох випадках такі вимоги викликали суспільний скепсис і навіть спричинили ухвалення більш жорстких законів у відповідь на сприйняття неоколоніального тиску. Деякі політики також використовують тему гомосексуальности для відволікання уваги від інших соціальних чи економічних проблем. Після деколонізації чимало колишніх британських колоній розширили дію законів, які спочатку стосувалися лише чоловіків, аби включити до них також одностатеву поведінку жінок. Деякі мусульманські країни Африки навіть ухвалили нові закони, що криміналізують гомосексуальні стосунки. У багатьох африканських країнах закони проти гомосексуальности десятиліттями залишалися неефективними, однак з середини 1990-х почали активно застосовуватись, стали предметом політизації та закликів до посилення покарань. Зростання впливу євангельського християнства, особливо п'ятдесятництва, сприяло активному використанню теми гомосексуальности в політичних цілях та як засобу націєтворення. Хоча подібна риторика часто походить від місцевих релігійних організацій, вагому роль у просуванні антигомосексуального дискурсу відіграли й консервативні християнські групи зі США, які надавали підтримку у вигляді фінансування, мережевих контактів і навчання.

### Поточна ситуація
Станом на 2020 рік 21 % населення світу проживає в країнах, де гомосексуальність криміналізована. За даними бази даних ILGA 2023 року, гомосексуальність залишається криміналізованою в 62 зі 193 країн-членів ООН, тоді як ще у двох країнах — Іраку та Єгипті — вона переслідується де-факто, хоча це не передбачено національним законодавством. У щонайменше семи країнах — Брунеї, Ірані, Мавританії, Нігерії (лише північна частина), Саудівській Аравії, Уганді та Ємені — гомосексуальність карається смертною карою. Дві третини країн, де криміналізуються одностатеві стосунки між чоловіками, також поширюють цю заборону на жінок. У 2007 році щонайменше п'ять країн виконали смертні вироки за гомосексуальні стосунки. У 2020 році ILGA назвала Іран і Саудівську Аравію єдиними державами, де такі вироки було виконано офіційно. Водночас у країнах на кшталт Ємену, Сомалі, Іраку та Лівії страти ЛГБТ-осіб відбуваються позасудово, зокрема з боку бойовиків угруповань «Аш-Шабаб», «Ісламська держава» та «Аль-Каїда». У 2021 році виконавча директорка Human Dignity Trust Тея Браун (Téa Braun) оцінила, що понад 71 мільйон ЛГБТ-людей живуть у країнах, де гомосексуальність є кримінальним злочином.

Криміналізовано
Декриміналізовано у 1791–1850
Декриміналізовано у 1850–1945
Декриміналізовано у 1946–1989
Декриміналізовано у 1990–нині
Невідома дата легалізації декриміналізації
Ніколи не було криміналізовано

## Обсяг дії законів
Закони проти гомосексуальности криміналізують деякі або всі сексуальні акти між особами однієї статі. Деякі закони прямо вказують, які саме дії є незаконними, тоді як інші використовують розпливчасті формулювання на кшталт «злочини проти природи», «неприродні дії», «непристойність» або «аморальна поведінка». Частина законів забороняє лише анальний секс, інші включають також оральний або мануальний. Деякі закони прямо спрямовані проти одностатевих пар, тоді як інші формально стосуються будь-яких осіб, але застосовуються здебільшого до гомосексуалів. Чоловіки, які мають секс із чоловіками, криміналізуються частіше, ніж жінки, які мають секс із жінками, і не існує країн, де б криміналізували виключно жіночі одностатеві стосунки. Це пояснюється упередженням, що еротичні стосунки між жінками не є «справжнім» сексом і не становлять загрози гетеросексуальности. На відміну від законів, які забороняли конкретні сексуальні акти, Лабушерська поправка у Великій Британії 1885 року та перегляд Параграфа 175 у Німеччині 1935 року криміналізували будь-які сексуальні дії між двома чоловіками. Обидва ці закони значно спростили винесення вироків за гомосексуальність і спричинили зростання кількости засуджених.
Покарання за одностатеві стосунки варіюються від штрафів чи короткострокового ув'язнення до смертної кари. У деяких випадках покаранню підлягають обидва учасники сексуального акту, в інших — лише один або вони караються нерівною мірою. Іноді гомосексуальність криміналізується на рівні всієї країни, а в інших випадках — лише в окремих юрисдикціях, як-от в індонезійській провінції Ачех. Більшість таких законів зафіксовані у статутному законодавстві, однак у деяких країнах, як-от Саудівська Аравія, вони базуються на прямому застосуванні ісламської кримінальної юриспруденції.
Навіть у країнах, де відсутні прямі закони проти гомосексуальности, представники ЛГБТ-спільноти можуть бути непропорційно криміналізовані за іншими статтями — наприклад, за «непристойну поведінку», розпусту, проституцію, порнографію, безпритульність або передачу ВІЛ. У деяких державах, як це історично було в Китаї або як нині в Єгипті, такі норми фактично замінюють криміналізацію гомосексуальности. В одному з досліджень про США зазначалося, що більшість арештів гомосексуалів відбувалися не за пряме порушення законів про содомію, а за звинуваченнями в домаганнях, хуліганстві та бродяжництві — на припущенні, що гомосексуали, на відміну від гетеросексуалів, за своєю суттю займаються протиправною діяльністю. У 2014 році в Нігерії набув чинности Закон про заборону одностатевих шлюбів (2013), який передбачає п'ятирічне ув'язнення за проведення церемонії одностатевого шлюбу. Попри те, що гомосексуальність у країні вже була криміналізована, новий закон спричинив посилення переслідування представників ЛГБТ-спільноти.

## Застосування
Закони, що криміналізують гомосексуальність, за своєю природою є складними для застосування, оскільки стосуються дій, які відбуваються між згодними особами в приватному просторі. Їхнє застосування варіюється від активного переслідування до повної відсутности виконання; у більшості випадків такі закони майже не застосовуються щодо приватних і добровільних сексуальних стосунків. У деяких країнах переслідування відсутнє протягом десятиліть або ж існує формальний мораторій.
У нацистській Німеччині, де зазнали одних із найжорсткіших переслідувань гомосексуальні чоловіки та жінки в історії, лише близько 10 % цієї спільноти було засуджено й ув'язнено. В Ірані кримінальний кодекс 2013 року забороняє органам влади самостійно розслідувати гомосексуальні стосунки, якщо не йдеться про підозру у викраденні чи насильстві. У деяких країнах, як-от Індія (до скасування закону про содомію в 2018 році) та Гаяна, подібні закони рідко застосовуються, але використовуються для переслідування ЛГБТ-осіб. Індійська поліція, зокрема, використовувала загрозу кримінального переслідування для вимагання грошей або сексуальних послуг. Арешти, навіть без подальшого засудження, можуть призвести до розголосу, внаслідок чого обвинувачений може втратити роботу. Зазвичай переслідування за такими законами найбільше зачіпає неодружених чоловіків віком від 20 до 40 років із робітничого класу.
У таких державах, як нацистська Німеччина та Єгипет, для отримання зізнань у гомосексуальности часто використовували тортури. В Єгипті обґрунтуванням для звинувачень у содомії можуть слугувати презервативи, лубриканти або наявність стереотипно «жіночих» рис. Додатки для знайомств також використовуються для виявлення та арештів чоловіків.
Фізичні огляди з метою виявлення гомосексуальних стосунків застосовуються щонайменше з 1857 року, коли французький лікар Огюст Амбруаз Тардьє опублікував роботу, у якій намагався описати «ознаки» анального сексу. Станом на 2018 рік щонайменше дев'ять держав, зокрема Танзанія, Єгипет і Туніс, продовжували застосовувати дискредитовані анальні обстеження для виявлення гомосексуальних дій між чоловіками або трансгендерними жінками. Наукових доказів ефективности цих тестів не існує. ООН класифікує таку практику як тортури відповідно до Конвенції проти катувань.

## Наслідки
Криміналізація гомосексуальности часто сприймається як спроба перетворити всіх геїв і лесбійок на злочинців або маргіналів. Навіть у випадках, коли такі закони не застосовуються, вони слугують символічною загрозою насильства з боку держави, посилюють стигматизацію та дискримінацію. Гомосексуали можуть боятися переслідувань, ставати жертвами шантажу, свавільних арештів і ув’язнень, поліційного насильства чи примусових медичних втручань. Криміналізація також сприяє витісненню ЛГБТ-культури на соціальні узбіччя, що підвищує ризик стати жертвою злочинів з боку інших громадян — нападів, грабежів, зґвалтувань чи вбивств. Через страх або упереджене ставлення правоохоронців такі злочини часто не повідомляються або залишаються без розслідування. Це, своєю чергою, призводить до серйозних психологічних наслідків. Закони проти гомосексуальности також легітимізують дискримінацію: їх використовують як підставу для відмови в опіці над дітьми, реєстрації організацій та в інших громадянських правах. Крім того, вони обмежують можливості ЛГБТ-людей реалізовувати право на свободу вираження поглядів і свободу об'єднань.
Реакції гомосексуалів на подібні закони варіюються від внутрішнього прийняття стигми до втрати поваги до закону і громадянського суспільства загалом. Історик Роберт Бічі стверджує, що поєднання факторів, включаючи криміналізацію гомосексуальности, сприяло формуванню гомосексуальної ідентичности в Німеччині близько 1900 року, що зрештою стало каталізатором першого гомосексуального руху. Хоча ЛГБТ-рухи часто виникали після скасування кримінальних законів, у деяких випадках вони також відігравали роль у зусиллях із їхнього скасування. Активізм ЛГБТ проти криміналізації може набувати різних форм: від безпосереднього лобіювання скасування законів і стратегічних судових позовів до пошуку зовнішніх союзників та розбудови внутрішньої спільноти. Дослідження 1986 року показало, що декриміналізація гомосексуальности в Південній Австралії не призвела до зростання небажаних наслідків (таких як насильство над дітьми, публічна проституція чи поширення захворювань), як це стверджували опоненти під час парламентських дебатів.
Криміналізація гомосексуальности розглядається як чинник, що загострює епідемію ВІЛ в Африці та Центральній Азії, оскільки вона стримує людей, які перебувають у групі ризику, від розкриття своєї сексуальної поведінки медичним працівникам або звернення за профілактикою, тестуванням чи лікуванням. Криміналізація також зміцнює суспільне осудження гомосексуальности, що, своєю чергою, знижує ефективність протиепідемічних заходів і пов'язується з меншою доступністю медичних послуг для ЛГБТ.

## Підтримка та опозиція

### Релігії
Авраамічні релігії традиційно займають негативну позицію щодо гомосексуальности. У єврейській Біблії за «лежання з чоловіком, як з жінкою» передбачено смертну кару, однак питання лесбійських стосунків не порушується. Існують дискусії щодо того, чи мала біблійна заборона на меті запобігання храмовій проституції або певним сексуальним актам між кількома чоловіками, особливо тим, що вважалися принизливими для чоловічої гідности. Абсолютна заборона на гомосексуальну поведінку, як вважається, сформувалася відносно пізно в єврейській традиції. Деякі християни використовують біблійні цитати для виправдання криміналізації гомосексуальности. Хоча Святий Престол офіційно виступає проти такої криміналізації, у 2014 році католицькі єпископи з Малаві, Кенії, Судану, Танзанії, Еритреї, Замбії, Уганди та Ефіопії виступили із закликом до кримінального покарання гомосексуалів, назвавши гомосексуальність «неприродною» та «неафриканською».
Згідно з шаріатом, ліуат (анальний статевий акт) і сихак або мусахіка (лесбійські акти) вважаються гріхом або злочином. На відміну від інших ісламських шкіл, сунітська школа ханафітів не визнає аналогію як джерело юриспруденції. Оскільки немає прямої вказівки на покарання гомосексуалів у висловах пророка Мухаммеда, ханафітські правознавці класифікують гомосексуальність як гріх, а не злочин, і як тазир — тобто такий, покарання за який визначається світськими правителями. Інші школи ісламу — малікітська, шафіїтська, ханбалітська (сунітські) та джафаритська (шиїтська) — трактують будь-який проникливий секс поза шлюбом або з рабинею як зіна, тяжчий злочин. За зіну передбачені тілесні покарання — батоги або смертна кара через побиття камінням; застосування смертної кари залежить від школи, а також від того, чи був чоловік одружений і чи був він активним, чи пасивним партнером. Однак таке покарання можливе лише за умови, якщо обвинувачений зізнається чотири рази або якщо є чотири свідки. Усі сунітські школи, крім шиїтської джафаритської, вважають неанальний секс між чоловіками тазир-злочином. У наш час деякі прогресивні мусульмани виступають за нове тлумачення терміна ліуат (який не визначено в Корані) як таке, що не стосується добровільних гомосексуальних актів.
Прихильність до ісламу є важливим чинником збереження законів, що криміналізують гомосексуальність і передбачають смертну кару за неї. Натомість більшість досліджень не знаходять подібної закономірности для християнства. Державне втручання в релігійні справи — наприклад, коли релігійні суди мають повноваження поза межами сімейного права або діють заборони на міжконфесійні шлюби — істотно пов'язане з підтримкою криміналізації гомосексуальности. В Африці кампанії проти гомосексуальности, які просувають консервативні християни, іноді за підтримки американських євангельських організацій, призводили до посилення переслідувань та введення жорсткіших покарань.
Згідно з буддійським релігійним правом, для мирян гомосексуальність не є злочином. Водночас для ченців передбачені суворі покарання за анальний статевий акт, однак за гомосексуальні дії покарання зазвичай менше, ніж за гетеросексуальні.

### Аргументи на користь криміналізації
Однією з поширених причин на користь криміналізації гомосексуальности є твердження, що вона може поширюватися, а закони проти неї нібито запобігли б «вербуванню дітей» гомосексуалами. Ці уявлення, однак, не мають наукового підтвердження й були спростовані дослідженнями, які показали, що сексуальна орієнтація формується у ранньому віці. Філон Александрійський та Генріх Гіммлер вважали, що неконтрольоване поширення гомосексуальности може призвести до депопуляції, тому закликали до суворих покарань. Подібні переконання, зокрема думка про те, що Захід намагається зменшити населення Африки через пропаганду гомосексуальности, є поширеними у деяких африканських країнах.
Прихильники патерналізму стверджують, що держава має право втручатися в особисте життя громадян задля забезпечення загального блага. Часто наводиться аргумент про необхідність криміналізації гомосексуальности з метою збереження суспільної моралі, традиційних цінностей та культурних норм. Турбота про суспільну мораль набула особливої актуальности в Західній Європі та Північній Америці у XIX столітті. До медикалізації гомосексуальности в XIX—XX століттях її часто розглядали як порок, подібний до пияцтва, що виникає внаслідок морального занепаду, а не як вроджену схильність. У СРСР офіційна позиція полягала в тому, що гомосексуальність становить соціальну небезпеку та суперечить соціалістичній моралі, а її криміналізація розглядалася як необхідний засіб боротьби з нею. Деякі держави обґрунтовують криміналізацію гомосексуальности міркуваннями боротьби з поширенням інфекцій, що передаються статевим шляхом, зокрема ВІЛ/СНІДом.
Також аргументом на користь збереження кримінального переслідування є громадська думка. Рідкість фактичних переслідувань також іноді наводиться як причина для того, щоб не скасовувати чинні закони.

### Аргументи проти криміналізації
Критика криміналізації гомосексуальности почала з'являтися ще за часів Просвітництва, зокрема у творах правового філософа Чезаре Беккаріа, який у трактаті «Про злочини і покарання» (1764) виступив проти таких законів. Перші опоненти вказували на практичну недієвість таких законів, їх неспроможність стримувати гомосексуальність, а також на надмірне втручання в приватне життя. Наприклад, Наполеон вважав, що «скандал судових процесів лише сприятиме поширенню» гомосексуальних актів. У 1898 році соціалістичний політик Август Бебель вказував на непропорційне застосування § 175 до робітників у Німеччині як на аргумент за скасування закону. В деяких країнах, таких як Канада, Чехословаччина, Східна Німеччина та Болгарія, вагомим аргументом для декриміналізації гомосексуальности стало уявлення про неї як про психіатричне захворювання, що не повинно бути об'єктом кримінального переслідування.
Ще одним аргументом на користь декриміналізації гомосексуальности є ідея про те, що мораль і право є різними категоріями, і що закон має стосуватися виключно питань загального блага. Спираючись на праці Джона Стюарта Мілля, принцип заподіяння шкоди стверджує, що поведінка повинна визнаватися злочинною лише тоді, коли вона завдає шкоди іншим людям, окрім учасників дії. Відповідно до цього принципу, гомосексуальність не повинна бути криміналізована. У 1957 році Вольфенденів звіт, що рекомендував декриміналізацію гомосексуальности у Великій Британії, став поштовхом до відомої дискусії між лордом Девліном, Гебертом Гартом та іншими щодо того, чи повинне право застосовуватися для нав'язування моралі, якщо при цьому не страждають треті особи. Багато з цих обґрунтувань узгоджуються з моральним осудом гомосексуальности, але різняться щодо того, яким чином найкраще реагувати на неї як на соціальне явище, а не захищають невідчужні права ЛГБТ-людей.
Інша лінія аргументації стверджує, що гомосексуальність не є моральним злом. Філософ-утилітарист Джеремі Бентам першим систематично обґрунтував право на сексуальну свободу, стверджуючи, що гомосексуальність та інші форми добровільних сексуальних стосунків є морально прийнятними, оскільки приносять задоволення учасникам, а їх заборона призводить до значної втрати людського щастя. У 1860–1870-х роках німець Карл Генріх Ульріхс став одним із найвідоміших критиків криміналізації гомосексуальности. Його вимоги рівности перед законом та у релігії, засновані на уявленні про вроджену сексуальну орієнтацію, — від декриміналізації до визнання одностатевих шлюбів — є схожими на цілі сучасних ЛГБТ-рухів. Унаслідок соціальних змін у XXI столітті більшість жителів багатьох західних країн вважають гомосексуальність морально прийнятною або взагалі не бачать у ній моральної проблеми.

### Права людини
Криміналізація гомосексуальности розглядається як порушення міжнародного права у сфері прав людини. Європейський суд з прав людини визнав, що закони про кримінальну відповідальність за гомосексуальні стосунки порушують право на приватне життя, гарантоване статтею 8 Європейської конвенції з прав людини, у справах Даджен проти Сполученого Королівства (1981), Норріс проти Ірландії (1988) і Модінос проти Кіпру (1993). У справі Тунен проти Австралії (1994) Комітет ООН з прав людини постановив, що криміналізація гомосексуальности в Тасманії порушує право на приватне життя та недискримінацію, гарантовані Міжнародним пактом про громадянські і політичні права, навіть якщо позивача не було заарештовано або притягнуто до відповідальности. Хоча Тасманія стверджувала, що закон необхідний для захисту традиційної моралі та боротьби з ВІЛ, Комітет визнав, що мораль не є достатньою підставою для обмеження прав відповідно до міжнародних стандартів.
У 2014 році Комісія Африканського союзу з прав людини та народів ухвалила резолюцію із закликом декриміналізувати гомосексуальність. У 2020 році Міжамериканська комісія з прав людини у справі Гарет Генрі та Сімон Карлайн Едвардс проти Ямайки постановила, що закони Ямайки, які криміналізують одностатеві стосунки, порушують права заявників на приватне життя, гуманне поводження, свободу пересування та принцип законности, гарантовані Американською конвенцією з прав людини. Комісія рекомендувала Ямайці скасувати відповідні закони, щоб запобігти подальшим подібним порушенням прав людини. Переслідування за ознакою сексуальної орієнтації може бути підставою для надання притулку в деяких країнах, зокрема Канаді, країнах Європейського Союзу та Великій Британії. Однак наявність кримінальної відповідальности не завжди є достатньою умовою для позитивного рішення щодо надання притулку.

### Громадська думка
Згідно з глобальним опитуванням ILGA 2017 року, криміналізація гомосексуальности корелює з негативнішим ставленням до ЛГБТ-людей і їхніх прав. Загалом, 28,5 % респондентів підтримували криміналізацію гомосексуальности, тоді як 49 % — ні. У країнах, де гомосексуальність є злочином, 42 % опитаних її підтримували, а 36 % — ні. У країнах без криміналізації ці показники становили відповідно 22 % і 55 %. Знання особисто когось із ЛГБТ-спільноти пов'язане зі зменшенням підтримки кримінальних санкцій. Кількість американців, які вважають гомосексуальність кримінальним злочином, зменшилась із 56 % у 1986 році до 18 % у 2021-му. Опитування громадської думки в Африці свідчать, що хоча 78 % респондентів не схвалюють гомосексуальність, лише 45 % виступають за її криміналізацію.

### Книги
- Асал Віктор, Соммер Уді. Legal Path Dependence and the Long Arm of the Religious State: Sodomy Provisions and Gay Rights across Nations and over Time. — SUNY Press, 2016. — ISBN 978-1-4384-6325-4.
- Asal, Victor; Sommer, Udi (2016). Legal Path Dependence and the Long Arm of the Religious State: Sodomy Provisions and Gay Rights across Nations and over Time (англ.). SUNY Press. ISBN 978-1-4384-6325-4.
- Braun, Téa (2020). Dignity in Diversity: Dismantling the Criminalisation of Sexual Orientation and Gender Identity Using the Right to Dignity. Human Dignity and International Law (англ.). Brill. с. 138—153. ISBN 9789004435650.
- Claassen Cheryl, Ammon Laura. Religion in Sixteenth-Century Mexico: A Guide to Aztec and Catholic Beliefs and Practices. — Cambridge University Press, 2022. — ISBN 978-1-316-51838-0.
- Dynes Wayne R., Donaldson Stephen. Homosexuality: Discrimination, Criminology, and the Law. — Garland Pub, 1992. — ISBN 978-0-8153-0551-4.
- El-Rouayheb Khaled. Before Homosexuality in the Arab-Islamic World, 1500-1800. — University of Chicago Press, 2009. — ISBN 978-0-226-72990-9.
- George, Robert P. (1995). Social Cohesion and the Legal Enforcement of Morals: A Reconsideration of the Hart—Devlin Debate. Making Men Moral: Civil Liberties and Public Morality. Oxford University Press. ISBN 978-0-19-826024-0.
- Giles Geoffrey J. The Routledge History of the Holocaust / Friedman Jonathan C. — The Persecution of Gay Men and Lesbians During the Third Reich. — Routledge, 2010. — С. 385–396. — ISBN 978-0-203-83744-3.
- Goldberg, Naomi G.; Mallory, Christy; Hasenbush, Amira; Stemple, Lara; Meyer, Ilan H. (2019). Police and the Criminalization of LGBT People. The Cambridge Handbook of Policing in the United States. Cambridge University Press. с. 374—391. ISBN 978-1-108-42055-6.
- Gloppen Siri, Rakner Lise. Research Handbook on Gender, Sexuality and the Law. — Edward Elgar, 2020. — ISBN 9781788111157.
- Han Enze, O'Mahoney Joseph. British Colonialism and the Criminalization of Homosexuality: Queens, Crime and Empire. — Routledge, 2018. — ISBN 978-1-351-25618-6.
- Kane Melinda D. The Ashgate Research Companion to Lesbian and Gay Activism. — Decriminalizing Homosexuality: Gaining Rights through Sodomy Law Reform. — Routledge, 2015. — ISBN 978-1-315-61314-7.
- Kaoma Kapya. Christianity, Globalization, and Protective Homophobia: Democratic Contestation of Sexuality in Sub-Saharan Africa. — Springer International Publishing, 2018. — ISBN 978-3-319-66341-8.
- Khan Tawseef. Research Handbook on International Refugee Law. — Sexual orientation and refugee law: how do legal sanctions criminalizing homosexuality engage the definition of persecution?. — Edward Elgar Publishing, 2019. — С. 310–323. — ISBN 978-0-85793-281-5.
- Kurimay Anita. Queer Budapest, 1873-1961. — University of Chicago Press, 2020. — ISBN 978-0-226-70579-8.
- Marhoefer Laurie. Sex and the Weimar Republic: German Homosexual Emancipation and the Rise of the Nazis. — University of Toronto Press, 2015. — ISBN 978-1-4426-1957-9.
- Rich, Timothy; Dahmer, Andi; Eliassen, Isabel (2020). Historical Views of Homosexuality: Asia. The Oxford Encyclopedia of LGBT Politics and Policy (англ.). Oxford University Press.
- Sibalis Michael David. Homosexuality in Modern France. — The Regulation of Male Homosexuality in Revolutionary and Napoleonic France, 1789–1815. — Oxford University Press, 1996. — ISBN 978-0-19-509303-2.
- Theobald Michael. "Who Am I to Judge?": Homosexuality and the Catholic Church. — Paul and Same-Sex Sexuality. — De Gruyter, 2021. — ISBN 978-3-11-070518-8.
- Tobin Robert Deam. Peripheral Desires: The German Discovery of Sex. — University of Pennsylvania Press, 2015. — ISBN 978-0-8122-4742-8.
- Tolino Serena. The Oxford Handbook of the Sociology of the Middle East. — LGBTQI Rights in the Middle East and North Africa. — Oxford University Press, 2020. — ISBN 978-0-19-008748-7.
- Virgili Tommaso. Islam, Constitutional Law and Human Rights: Sexual Minorities And Freethinkers In Egypt And Tunisia. — Routledge, 2021. — ISBN 978-0-429-53509-3.
- Vleugel Vincent. Culture in the State Reporting Procedure of the UN Human Rights Treaty Bodies: How the HRC, the CESCR and the CEDAWCee Use Human Rights as a Sword to Protect and Promote Culture, and as a Shield to Protect Against Harmful Culture. — Intersentia, 2020. — ISBN 978-1-83970-006-4.
- Whisnant Clayton J. Queer Identities and Politics in Germany: A History, 1880–1945. — Columbia University Press, 2016. — ISBN 978-1-939594-10-5.
- Zollner Barbara. Islam and Homosexuality. — Mithliyyun or Lutiyyun? Neo-orthodoxy and the debate on the unlawfulness of same-sex relations in Islam. — ABC-CLIO, 2010. — С. 193–222. — ISBN 978-0-313-37903-1.

### Журнали
- Alexander Rustam. Soviet Legal and Criminological Debates on the Decriminalization of Homosexuality (1965–75). — Slavic Review. — 2018. — Т. 77. — С. 30–52. — DOI:10.1017/slr.2018.9.
- Anabtawi Samer. Snatching Legal Victory: LGBTQ Rights Activism and Contestation in the Arab World. — Arab Law Quarterly, 4–5. — 2022. — Т. 36. — С. 383–421. — DOI:10.1163/15730255-bja10112. Архів оригіналу.
- Arimoro Augustine Edobor. Interrogating the Criminalisation of Same-Sex Sexual Activity: A Study of Commonwealth Africa. — Liverpool Law Review. — 2021. — Т. 42. — С. 379–399. — (3) — DOI:10.1007/s10991-021-09280-5.
- Arreola, Sonya; Santos, Glenn-Milo; Beck, Jack; Sundararaj, Mohan; Wilson, Patrick A.; Hebert, Pato; Makofane, Keletso; Do, Tri D.; Ayala, George (2015). Sexual Stigma, Criminalization, Investment, and Access to HIV Services Among Men Who Have Sex with Men Worldwide. AIDS and Behavior (англ.). 19 (2): 227—234. doi:10.1007/s10461-014-0869-x. ISSN 1573-3254. PMID 25086670.
- Beachy Robert. The German Invention of Homosexuality. — The Journal of Modern History. — 2010. — Т. 82. — С. 801–838. — DOI:10.1086/656077.
- Cichowitz, Cody; Rubenstein, Leonard; Beyrer, Chris (2018). Forced anal examinations to ascertain sexual orientation and sexual behavior: An abusive and medically unsound practice. PLOS Medicine (англ.). 15 (3): e1002536. doi:10.1371/journal.pmed.1002536. ISSN 1549-1676. PMC 5856262. PMID 29547659.
- Dupont Wannes. Pas de deux, out of step: Diverging chronologies of homosexuality's (de)criminalisation in the Low Countries. — Tijdschrift voor Genderstudies, 4. — 2019. — Т. 22. — С. 321–338. — DOI:10.5117/TVGN2019.4.001.DUPO.
- Fize, William (2020). The Homosexual Exception? The Case of the Labouchère Amendment. Cahiers victoriens et édouardiens (англ.) (91 Printemps). doi:10.4000/cve.7597. ISSN 0220-5610.
- Goodman Ryan. Beyond the Enforcement Principle: Sodomy Laws, Social Norms, and Social Panoptics. — California Law Review. — 2001. — Т. 89. — С. 643–740. — DOI:10.2307/3481180. Архів оригіналу.
- Gupta Kamil. The Global Decriminalization of Homosexuality. — Criminal Law & Justice Weekly, 43. — 2012. — Т. 176. — С. 614.
- Hagopian, Amy; Rao, Deepa; Katz, Aaron; Sanford, Sallie; Barnhart, Scott (2017). Anti-homosexual legislation and HIV-related stigma in African nations: what has been the role of PEPFAR?. Global Health Action. 10 (1): 1306391. doi:10.1080/16549716.2017.1306391. PMC 5496073. PMID 28580879.
- Haskins Susan. The influence of Roman laws regarding same-sex acts on homophobia in Africa. — African Human Rights Law Journal. — 2014. — Т. 14. — С. 393–411. — (2) Архів оригіналу.
- Hildebrandt Achim. Routes to decriminalization: A comparative analysis of the legalization of same-sex sexual acts. — Sexualities, 1–2. — 2014. — Т. 17. — С. 230–253. — DOI:10.1177/1363460713511105.
- Hildebrandt, Achim; Trüdinger, Eva-Maria; Wyss, Dominik (2019). The Missing Link? Modernization, Tolerance, and Legislation on Homosexuality. Political Research Quarterly. 72 (3): 539—553. doi:10.1177/1065912918797464.
- Kahyana Danson, Nyanzi Stella. When the old fox walks the tightrope. — Index on Censorship, 2. — 2023. — Т. 52. — С. 44–45. — DOI:10.1177/03064220231183809.
- Karimi Ahmad, Bayatrizi Zohreh. Dangerous positions: Male homosexuality in the new penal code of Iran. — Punishment & Society. — 2019. — Т. 21. — С. 417–434. — DOI:10.1177/1462474518787465.
- Leckey Robert. 'Repugnant': Homosexuality and Criminal Family Law. — University of Toronto Law Journal. — 2020. — Т. 70. — С. 225–244. — DOI:10.3138/utlj.2019-0051.
- Lemke Richard. The association of the availability of offline gay scenes and national tolerance of homosexuality with gay and bisexual men's sexual online dating behavior. — Computers in Human Behavior. — 2020. — Т. 104. — С. 106-172. — DOI:10.1016/j.chb.2019.106172.
- Linhart Karin M. Decriminalization of Homosexuality and Its Effects on Family Rights: A German-US-American Comparison. — German Law Journal. — 2005. — Т. 6. — С. 943–965. — DOI:10.1017/S2071832200014048.
- McEwen Haley. Suspect sexualities: contextualizing rumours of homosexuality within colonial histories of population control. — Critical African Studies. — 2019. — Т. 11. — С. 266–284. — DOI:10.1080/21681392.2019.1670701.
- Mignot Jean-François. Decriminalizing homosexuality: A global overview since the 18th century. — Annales de démographie historique. — 2022. — Т. 143. — С. 115–133. — DOI:10.3917/adh.143.0115. Архів оригіналу.
- Ozsoy Elif Ceylan. Decolonizing Decriminalization Analyses: Did the Ottomans Decriminalize Homosexuality in 1858?. — Journal of Homosexuality. — 2021. — С. 1979–2002. — (12) — DOI:10.1080/00918369.2020.1715142. — PMID:32069182.
- Schwartz, Sheree R та ін. (2015). The immediate effect of the Same-Sex Marriage Prohibition Act on stigma, discrimination, and engagement on HIV prevention and treatment services in men who have sex with men in Nigeria: analysis of prospective data from the TRUST cohort. The Lancet HIV. 2 (7): e299—e306. doi:10.1016/S2352-3018(15)00078-8. PMC 4481876. PMID 26125047.
- Schwartz Michael. Homosexuelle im modernen Deutschland: Eine Langzeitperspektive auf historische Transformationen. — Vierteljahrshefte für Zeitgeschichte, 3. — 2021. — Т. 69. — С. 377–414. — DOI:10.1515/vfzg-2021-0028.
- Seckinelgin Hakan. Same-sex lives between the language of international LGBT rights, international aid, and anti-homosexuality. — Global Social Policy. — 2018. — Т. 18. — С. 284–303. — DOI:10.1177/1468018118795989. Архів оригіналу.
- Seo Hyeon-Jae. Origins and Consequences of Uganda's Brutal Homophobia. — Harvard International Review. — 2017. — Т. 38. — С. 44–47.
- Sinclair Ken, Ross Michael W. Consequences of Decriminalization of Homosexuality: A Study of Two Australian States. — Journal of Homosexuality. — 1986. — Т. 12. — С. 119–127. — DOI:10.1300/J082v12n01_07. — PMID:3841666.
- Strenski Ivan. On the Jesuit-Maronite Provenance of Lebanon's Criminalization of Homosexuality. — Journal of Law and Religion. — 2020. — Т. 35. — С. 380–406. — (3) — DOI:10.1017/jlr.2019.42.
- Tahmindjis Phillip. Sexuality and International Human Rights Law. — Journal of Homosexuality. — 2005. — Т. 48. — С. 9–29. — DOI:10.1300/J082v48n03_03. — PMID:15814499.
- Wirtz, Andrea L.; Kirey, Anna; Peryskina, Alena; Houdart, Fabrice; Beyrer, Chris (2013). Uncovering the epidemic of HIV among men who have sex with men in Central Asia. Drug and Alcohol Dependence. 132: S17—S24. doi:10.1016/j.drugalcdep.2013.06.031. PMID 23906993.
- Zinn Alexander. »Das sind Staatsfeinde« Die NS-Homosexuellenverfolgung 1933–1945. — Bulletin des Fritz Bauer Instituts. — 2020. — С. 6–13. Архів оригіналу.

### Доповіді
- Human Dignity Trust. Breaking the Silence: Criminalisation of Lesbians and Bisexual Women and its Impacts. — 2016. Архівовано з джерела 3 червня 2019
- ILGA (28 вересня 2017). ILGA-RIWI Global attitudes survey (PDF) (англ.). Архів (PDF) оригіналу за 13 січня 2018. Процитовано 11 січня 2022.
- ILGA. State-Sponsored Homophobia report - 2020 global legislation overview update. — 2020. Архівовано з джерела 15 грудня 2020